# ویلیام بولن
ویلیام بولن (William Bullen) (زادهٔ ۲۴ فوریه ۱۸۰۵ – درگذشتهٔ ۲۷ اکتبر ۱۸۴۶)، بازرگان آمریکایی و پیشگام ویسکانسین بود. او یکی از اولین مهاجران آمریکایی در منطقه که اکنون به‌نام کنوشا، ویسکانسین یاد می‌گردد، بود و از منطقه ویسکانسین، شهرستان راسین در مجلس قانون‌گذاری نمایندگی کرد.

## زندگی‌نامه
ویلیام بولن در سال ۱۸۰۵، در کلینتون، شهرستان اونیدا، نیویورک به دنیا آمد و در همین منطقه بزرگ شد. در دسامبر ۱۸۳۴، او در نشست که در خانه برادرش، جان بولن جونیور در هانیبال نیویورک برای بحث دربارهٔ چشم‌انداز مهاجرت به سرزمین‌های جدید غرب برگزار شده بود، شرکت کرد. جلسه بعدی در مورد همین موضوع در فوریه ۱۸۳۵ برگزار شد، در این نشست خانواده بولن و دیگران به تشکیل «شرکت مهاجرت غرب» برای تأمین مالی پروژه سفر به غرب و خریداری زمین‌های جدید، به توافق دست یافتند. آنها سهام شرکت را به قیمت ۱۰ دلار به ازای هر سهم فروختند و در نهایت هر سهم به ۴۰۰۰ دلار رسید - سهام به یک جنس محبوب در منطقه به این دلیل تبدیل شد که افراد کمتر ثروتمندی سهام را خریدند تا سهمی از بازده ثروت زمین جدید را به‌دست آورند. در نهایت این روش یک سرمایه‌گذاری ضعیف شناخته شد چرا که درآمد حاصله از آن تنها در صورت به سرمایه‌گذاران بازگردانده می‌شود که زمین مورد ادعا بعداً به فروش برسد، امری که شهرک نشینان قصد انجام آن را نداشتند. در نهایت اسکان در کنوشا باوجود سرمایه‌گذاری صدها سرمایه‌گذار تنها به سود خانواده بولن و دوستان نزدیک آنها تمام شد. این شرکت در سال ۱۸۳۷ پس از ایجاد شهرک و پایان اسکان منحل گردید.
در مارس ۱۸۳۵، هیئت به غرب برای کاوش زمین برای اسکان احتمالی در ساحل غربی دریاچه میشیگان فرستاده شد. هیئت در اول قصد داشت که خریداری زمین در دهانه رود روت – در محل فعلی شهر راسین، ویسکانسین صورت بگیرد، اما نتواست که با ساکنان فعلی منطقه به رهبری گیلبرت کنپ کنار بیاید. این شرکت تصمیم به اعزام هیئت دیگری تحت نظارت مستقیم برادر بولن، جان بولن، جونیور، در ژوئن ۱۸۳۵ گرفت – ویلیام بولن نیز برادر خود را در این مأموریت همراهی می‌کرد. بولن‌ها درست در ناحیه جنوب رودخانه روت در دهانه نهر پایک مستقر شدند و شروع به ادعای مالکیت زمین کردند.
در همان تابستان، دو ماجراجو، ساموئل رزیک (رسیگی) و جان نوبل، به این شهرک آمدند، آنها قصد ادعای مالکیت زمین را داشتند. با پی بردن به اینکه جزیره واشینگتن (که اکنون به‌نام «جزیره سیمونزها» یاد می‌گردد) به گونه واضح علامت‌گذاری نشده بود و بر آن ادعای مالکیت وجود نداشت، آنها به این تصمیم رسیدند که در همین جزیره مستقر شده و ادعای خود را مطرح کنند. این جزیره یکی از پُرسودترین قطعه زمین در شهرک جدید دانسته می‌شد و پیشنهاد ۷٬۵۰۰ دلاری برای خرید جزیره در صورت اثبات ادعای قانونی وجود داشت.
اشغال شهرک‌ها منجر به ماه‌ها تنش و درگیری میان شرکت مهاجرت غرب و خانواده رزیک شد؛ چنان‌که هر دو طرف از مردان مسلح برای تهدید یکدیگر در درگیری‌هایی که به‌نام (نبرد رزیک) یاد می‌شود، استفاده کردند. ویلیام بولن به کمک یک گروه مسلح نیمه غربی جزیره را از آن خود کرده، یک ساختمان دو طبقه‌ای در آنجا ساخت و برای محافظت از ناحیه اشغال کرده خود نگهبانان مسلح را در آنجا مستقر کرد. در نهایت او تن به یک معامله با رزیک داد که به آنها اجازه داد که مالکیت جزیره را تقسیم کنند. با این حال تنش‌ها ادامه داشت – رزیک در بخش جزیره خودشان اقدام به ساخت اولین می‌خانه در روستا کردند اما مهاجران شرکت مهاجرت غرب بخشی از جنبش اعتدال (که یک جنبش اجتماعی علیه مصرف مشروبات الکلی است) را تشکیل می‌دادند.
در جریان زمستان ۱۸۳۵–۱۸۳۶، برادران بولن به شهرستان آزویگو، نیویورک بازگشتند و یک گاری سفری ۱۰۰ تنی-Martin Van Buren- را خریداری کرده و آن را با دانه‌ها، آذوقه و ابزار بار کردند تا به محل سکونت خود بازگردند. در بازگشت، جان به شیکاگو رفت و گله‌ای از گاوها را خریداری کرده و آنها را به سمت شمال محله خود راند. بولن با کالاهای تجارتی خود در سال ۱۸۳۶ فروشگاه‌های را با نام "William Bullen & Co" باز کرد. این یکی از چهار سرمایه‌گذاری اول در شهرک بود که برای سالیان زیادی به عنوان دفتر پُست نیز استفاده می‌گردید.
بیشتر مراسم مذهبی این شهرک در خانه ویلیام بولن در جزیره واشینگتن برگزار می‌شد تا اینکه در پاییز ۱۸۳۷ مدرسه‌ای در شهرک ساخته شد. ساکنان در سال ۱۸۳۷ نام روستای خود را روستای «سوت پورت» انتخاب کردند. این روستا در سال ۱۸۵۰ به عنوان شهر کنوشا ثبت شد.
در سال ۱۸۳۶، قلمروی ویسکانسین به‌طور رسمی از بقایای غربی قلمروی میشیگان تأسیس شد. در سال ۱۸۳۷، شهرستان راسین شامل تمام قلمروی فعلی راسین و شهرستان کنوشا ایجاد گردید. در اولین انتخاباتی که پس از ایجاد شهرستان راسین برگزار شد، ویلیام بولن به عنوان یکی از دو نماینده این شهرستان در شورای (مجلس عُلیا) در دومین مجمع منطقه‌ای ویسکانسین انتخاب شد. او توسط اعضا به عنوان رئیس شورا برای اولین جلسه آن دوره برگزیده شد و متعاقباً به عنوان عضو سومین مجمع منطقه‌ای ویسکانسین نیز برگزیده شد. او همچنین در هیئت ناظران شهرستان راسین خدمت کرد و در سال ۱۸۴۳ اولین رئیس هیئت ناظران و همچنین دومین رئیس دهکده سوت پورت بود.
ویلیام بولن در سال ۱۸۴۳ در سوت پورت درگذشت.

## زندگی شخصی و خانواده
ویلیام بولن پسر جان بولن چهارم بود – که در اکثر اسناد معاصر از او به عنوان «جان بولن، پدر» یاد می‌شود. جان بولن چهارم به عنوان فرمانده‌ای شبه نظامیان نیویورک در طول جنگ ۱۸۱۲ خدمت کرده بود. پدرش، جان بولن سوم در نبردهای آزادی‌خواهی آمریکا در شبه نظامیان ماساچوست خدمت کرده بود و پس از آن به عنوان فرمانده در خیزش مردمی شایس شرکت کرد. بولن و همراهانش به‌خاطر ترس از سرکوب شدن قیام شان در منطقه کلینتون، شهرستان اونیدا، نیویورک مستقر شدند.: 14–15 
جان بولن چهارم پسرانش را در سال ۱۸۳۷ به منطقه ویسکانسین رهنمایی کرد و می‌خانه‌ای را در منطقه‌ای که اکنون به نام دریاچه‌های سیلم، ویسکانسین شناخته می‌شود، اداره کرد. او در سال ۱۸۳۹ توسط فرماندار هنری دوج به عنوان سرتیپ شبه‌نظامیان منطقه ویسکانسین منصوب شد. سایر فرزندان جان بولن چهارم نیز در ویسکانسین ساکن شدند.: 18–28 
ویلیام بولن در ۲۴ فوریه ۱۸۳۰ با جولیا آن هارت ازدواج نمود و ویلیام و جولیا چهار فرزند به نام‌های:
- اوریس هارت بولن[۹]
- مری گرترود بولن
- ویلیام هربرت بولن
- جولیا فرانسیس بولن[۱۰]